# Kanton La Verpillière
La Verpillière is een kanton van het Franse departement Isère. Het kanton maakt deel uit van het arrondissement La Tour-du-Pin. Het heeft een oppervlakte van 224.74 km² en telt 46.113 inwoners in 2018, dat is een dichtheid van 205 inwoners/km².

## Gemeenten
Het kanton La Verpillière omvatte tot 2014 de volgende 7 gemeenten:
- Bonnefamille
- Chèzeneuve
- Four
- Roche
- Saint-Quentin-Fallavier
- Satolas-et-Bonce
- La Verpillière (hoofdplaats)

Na de herindeling van de kantons bij decreet van 18 februari 2014, met uitwerking op 22 maart 2015 omvat het kanton volgende 16 gemeenten :
- Artas
- Bonnefamille
- Chamagnieu
- Charantonnay
- Diémoz
- Frontonas
- Grenay
- Heyrieux
- Oytier-Saint-Oblas
- Roche
- Saint-Georges-d'Espéranche
- Saint-Just-Chaleyssin
- Saint-Quentin-Fallavier
- Satolas-et-Bonce
- Valencin
- La Verpillière